# Rincón de Darwin (película)
Rincón de Darwin es una película de 2013 coproducida por Uruguay y Portugal. Es una comedia dramática dirigida por Diego Fernández Pujol y protagonizada por Jorge Temponi, Jorge Esmoris y Carlos Frasca; relata las peripecias de tres montevideanos rumbo al interior del país. Su título hace referencia al espacio público homónimo de la barranca Punta Gorda, en el departamento de Colonia (Uruguay), que homenajea la estadía allí del naturalista inglés Charles Darwin en 1833.

## Sinopsis
Gastón trabaja con computadoras, es muy apegado a la tecnología y sigue enamorado de una exnovia que lo abandonó. Cuando hereda una vieja casa de su abuelo, en el interior del país, debe viajar a visitarla. Va acompañado por Américo, un escribano algo deprimido por sentir que está entrando en la tercera edad. El chofer y dueño de la camioneta en la que viajan es Beto, un fletero con un pasado algo turbio. El viaje lleva más tiempo del previsto, en parte debido a las fallas mecánicas de la camioneta, pero también a los conflictos entre los tres; son personas que están muy pendientes del pasado y del futuro, y este viaje les enseñará a apreciar el presente y dar un paso adelante en su propia evolución.

## Reparto
| Actor         | Personaje |
| ------------- | --------- |
| Jorge Temponi | Gastón    |
| Jorge Esmoris | Beto      |
| Carlos Frasca | Américo   |